# Новицкий, Леонид Борисович
Леони́д Бори́сович Нови́цкий (род. 1 июля 1968, Коркино) — российский бизнесмен и автогонщик, двукратный обладатель Кубка мира FIA по ралли-рейдам. 3-е место в абсолютном зачете ралли Дакар 2013. Заслуженный мастер спорта России. Соавтор книги "Мы здесь, чтобы победить".

## Биография
Леонид Новицкий родился 1 июля 1968 года в городе Коркино, Челябинской области. Младший брат бывшего министра сельского хозяйства России Елены Скрынник. Закончил Уральскую государственную сельскохозяйственную академию.
Бывший заместитель генерального директора ОАО «Росагролизинг» (покинул общество в начале 2010 года через месяц после смерти генерального директора Леонида Орсика), некоторое время исполнял обязанности генерального директора общества. Бывший вице-президент Федерации спортивного свиноводства России. С 2009 года переехал во Францию из-за разногласий.

## Спортивная карьера
Свой путь в большой спорт Леонид Новицкий начал с того, что в 2002 году решил испытать себя в качестве штурмана на гонках Национального олимпийского комитета Беларуси по джип-триалу. Этого оказалось достаточно для возникновения стойкой «гоночной» зависимости.
В 2003 году завоевал Кубок Национального олимпийского комитета Беларуси по джип-триалу.
В 2005 году выиграл Кубок России по ралли-рейдам и начал активно готовиться к международным гонкам. В ноябре того же года на последнем этапе Кубка Мира по ралли-рейдам, проходившем в Объединённых Арабских Эмиратах, финишировал восьмым в «абсолюте».
В 2006 году Новицкий впервые принял участие в ралли-марафоне «Дакар». Он выступал на автомобиле Nissan Pathfinder в составе команды Tecnosport-Italia и финишировал 25-м в общем зачёте, тем самым показав лучший результат среди всех экипажей итальянского коллектива (к слову, одним из пилотов Tecnosport-Italia на «Дакаре-2006» был прославленный японский гонщик Кэндзиро Синозука).
На «Дакаре-2007» экипаж Новицкого замкнул двадцатку сильнейших (при этом занял 2-е место среди экипажей без заводской поддержки). И в том же 2007 году Леонид становится чемпионом России по ралли-рейдам.
Весной 2008 года на первом этапе Кубка Мира в Тунисе Новицкий получил приглашение выступать за полузаводскую команду BMW X-raid. «Дакар-2009» российский спортсмен закончил на 8-й позиции.
С 2005 по 2009 год штурманом Новицкого был профессионал международного класса Олег Тюпенкин. В 2009 году перед ними стояла задача выиграть Кубок мира в абсолютном зачёте, но страшная авария, произошедшая 1 мая на Ралли Туниса, надолго вывела экипаж из строя. В тот день Новицкий стартовал первым, и через 11 км после начала спецучастка на большой скорости влетел в серию песчаных перемётов. Автомобиль BMW X3 CC совершил несколько переворотов — Новицкий и Тюпенкин, получившие серьёзные травмы, были вертолётом доставлены в госпиталь. Гонку остановили, а спецучасток отменили. Только в конце октября Леонид смог вновь сесть за руль болида, где на Ралли Марокко с новым штурманом Андреасом Шульцем занял второе место, уступив лишь Стефану Петеранселю. После этого у российского гонщика появился девиз: «Дважды побеждает тот, кто побеждает самого себя».
На «Дакаре-2010» финишировал 11-м.
В 2010 году Новицкий досрочно завоевал Кубок Мира по ралли-рейдам — уже на третьем этапе (ралли «Эшторил-Марракеш»), который он выиграл 13 июня. Прежде российским гонщикам ни разу не удавалось побеждать в абсолютном зачёте на этой гонке (также известной под названием Rally Transibérico), которую в разные времена выигрывали Жан-Луи Шлессер (1992, 2000), Пьер Лартиг (1993, 1994, 1996), Ари Ватанен (1995, 1997), Карлус Соза (1999, 2001—2004), Филипе Кампуш (2005). Две победы (в Объединённых Арабских Эмиратах и Португалии/Марокко) плюс третье место в Тунисе дали ему 37 очков, что в рамках текущей классификации FIA сделало Новицкого недосягаемым для конкурентов, а среди болельщиков закрепило за ним прозвища «Царь Сахары» и «Император пустыни».
В 2011 году Новицкий четыре раза поднимался на подиум этапов Кубка Мира, дважды за «золотом» в Тунисе и Венгрии, и дважды за «серебром» в Италии и Арабских Эмиратах. Ещё на двух этапах в Испании и Португалии экипаж финишировал в очковой зоне. Стабильно высокие результаты позволили Новицкому и Шульцу защитить чемпионский титул.
«Дакар-2012» стал самым успешным в спортивной карьере Новицкого. Он показал лучшее время на первом спецучастке гонки (таким образом, впервые в истории абсолютным лидером марафона стал российский гонщик), а в итоговой классификации занял 4-е место.
В 2013 году поднялся на подиум юбилейного 35-го «Дакара» в классе внедорожников, демонстрируя лучший результат среди российских участников «Дакара» за всю историю проведения марафона.

## Результаты выступлений

### Ралли-марафон «Дакар»
| Год  | №   | Штурман            | Команда                    | Автомобиль             | Место |
| ---- | --- | ------------------ | -------------------------- | ---------------------- | ----- |
| 2006 | 355 | Олег Тюпенкин      | Tecnosport-Italia          | Nissan Pathfinder R51  | 25    |
| 2007 | 355 | Олег Тюпенкин      | Tibau Team/Ralliart Inc.   | Mitsubishi L200 Triton | 20    |
| 2009 | 316 | Олег Тюпенкин      | X-raid                     | BMW X3 CC              | 8     |
| 2010 | 310 | Андреас Шульц      | X-raid                     | BMW X3 CC              | 11    |
| 2011 | 311 | Андреас Шульц      | X-raid                     | BMW X3 CC              | Сход  |
| 2012 | 312 | Андреас Шульц      | Monster Energy X-raid Team | Mini ALL4 Racing       | 4     |
| 2013 | 307 | Константин Жильцов | Monster Energy X-raid Team | Mini ALL4 Racing       | 3     |

### Кубок мира по ралли-рейдам
| Год  | Штурман       | Автомобиль       | 1     | 2     | 3     | 4     | 5     | 6   | 7     | Место | Очки |
| ---- | ------------- | ---------------- | ----- | ----- | ----- | ----- | ----- | --- | ----- | ----- | ---- |
| 2010 | Андреас Шульц | BMW X3 CC        | ОБЭ 1 | ТУН 3 | ПОР 1 | ЕГИ   |       |     |       | 1     | 37   |
| 2011 | Андреас Шульц | BMW X3 CC        | ИТА 2 | ОБЭ 2 | ТУН 1 | ИСП 7 | ВЕН 1 |     |       | 1     | 169  |
| 2011 | Андреас Шульц | Mini ALL4 Racing |       |       |       |       |       | ЕГИ | ПОР 5 | 1     | 169  |

## Бизнес
Леонид Новицкий — учредитель фирмы «АгроЕвроСоюз». Эта фирма фигурировала в документальном фильме-расследовании Александра Рогаткина «Всласть имущие», показанном 27 ноября 2012 года на телеканале Россия-1. В фильме прозвучали обвинения в том, что при участии сестры Новицкого, министра сельского хозяйства Е.Скрынник из госбюджета исчезли 39 млрд руб, выделенных государством фермерам, но не полученных ими; часть этих миллиардов, по утверждениям авторов фильма, попала на счета фирмы «АгроЕвроСоюз».